# ピューロマイシン
ピューロマイシン (Puromycin) は抗生物質の一つ。細菌の Streptomyces alboniger から得られたアミノヌクレオシド系抗生物質である。翻訳のプロセスを阻害することでタンパク質合成を阻害する。

## 作用機序

### 翻訳の阻害
この分子の一部分には、アミノアシルtRNAの3'末端に類似した部分があり、ここが リボソームのAサイトに入り込み伸長する鎖と結合する。このことで鎖がそれ以上伸長できなくなり、リボソームでのRNA翻訳が中断し、タンパク質が未完成のままとなる。通常のtRNAでエステル結合となっている部分（3'末端）がアミド結合となっており、リボソームでの加水分解に耐性を持つ構造となっていることが重要であると考えられる。
また、In vitro virus法においてもピューロマイシンは非常に重要な役割を担う。まずピューロマイシン分子を、翻訳するmRNA末端と結合させる。ピューロマイシンは伸長するペプチド鎖とも結合するため、mRNAと、その翻訳産物を物理的に連結することができる。
さらに改良された方法として、非常に低濃度のピューロマイシン誘導体を用いるものがある。この方法では、翻訳中にはtRNAとピューロマイシンが競合するが、翻訳終了時には競合しなくなることを利用し、mRNAと低濃度のピューロマイシンの混合物を用いるだけで翻訳産物との連結を行うことができる。
ピューロマイシン化された鎖を認識する抗体を利用して、合成されたばかりのポリペプチドを抽出したり、to visualize the distribution of actively translating ribosomes by 免疫染色において機能しているリボソームの分布を可視化したりすることができる。

### ペプチダーゼ阻害
ジペプチジルペプチダーゼ II (セリンプロテアーゼ) ・細胞質アラニルアミノペプチダーゼ (メタロペプチダーゼ)の可逆的阻害剤である。正確なメカニズムはよくわかっていないが、これを用いてアミノペプチダーゼM（阻害されない）と細胞質アラニルアミノペプチダーゼ（阻害される）を区別することができる。

## 細胞培養
細胞培養系における選択剤として用いることができる。原核・真核細胞双方に毒性を示す。耐性遺伝子には、ピューロマイシン生産菌から得られた、ピューロマイシンN-アセチルトランスフェラーゼ (PAC) をコードするPac遺伝子がある。ピューロマイシンは水溶性で(50 mg/ml)、10 mg/ml程度の濃度では無色である。この溶液は-20℃で2年は安定である。選択剤として推奨される濃度は1-10 μg/mlであるが、真核細胞には1 μg/ml以下で毒性を示す。ピューロマイシンの作用は急速で、耐性のない細胞を2日の内に殺す。